# Sant Martí Sesserres
Sant Martí Sesserres és una entitat de població del municipi altempordanès de Cabanelles. El 2011 tenia 28 habitants. Està situat al peu de la serra del Mont, al marge dret del riu Manol, afluent de la Muga. Es troba al camí de Sant Jaume. El nom significa Sant Martí de les serres o de les muntanyes. El primer esment escrit data del 872. Va cedir-se a la seu de Girona el 1116.
Al poble, destaca l'Església romànica de Sant Martí Sesserres, amb una sola nau i campanar de planta quadrangular. L'església original data del segle ix. El campanar és posterior.
Aquest poble va ser incorporat al municipi de Cabanelles el 1846, de resultes de la política de reducció de municipis poc poblats.